# Alexandra Deman
Pour les articles homonymes, voir Deman.
Alexandra Deman est une scénariste, dialoguiste et dramaturge française.

## Biographie
Alexandra Deman est diplômée de Sciences Po Paris. Après un bref parcours comme assistante à la réalisation, elle apprend son métier de scénariste au côté de Pierre Uytterhoeven (oscarisé pour Un homme et une femme) puis entame sa carrière de scénariste à la télévision. Elle crée la série Le Passeur d’enfants (Pierre Arditi) puis écrit de nombreux téléfilms originaux Fleurs de Sel, Par la Grande Porte, la Traque (Yvan Attal et Franka Potente, réalisateur Laurent Jaoui). La Traque, film historique qui relate la traque de Klaus Barbie par le couple Klarsfeld, a été primé dans plusieurs festivals européens. Elle adapte aussi des classiques de la littérature française, La Dame de Monsoreau d’Alexandre Dumas (Thomas Jouannet) et La Peau de chagrin de Balzac (Thomas Coumans et Mylène Jampanoï) pour le petit écran. 
En 2012, elle coécrit avec le réalisateur Alain Tasma une fiction sur les armuriers de Saint Étienne.
Depuis cinq ans, elle travaille également pour le cinéma et écrit pour des réalisateurs français ou étrangers (The last Border de M Kaurismaki). En 2010, elle coécrit un thriller psychologique, La Traversée réalisé par Jérôme Cornuau, avec Michael Young, Émilie Dequenne et Fanny Valette. Elle collabore avec Alexandre Arcady à l’adaptation de Ce que le jour doit à la nuit, d’après le roman de Yasmina Khadra.
En 2012, elle coécrit le scénario de Seeta avec Sachin Kundalkar, écrivain réalisateur indien et développe une comédie originale avec le producteur Yves Marmion, pour UGC.
Elle collabore en tant que dialoguiste à de nombreux scénarios.
En 2010, elle écrit sa première pièce de théâtre, Usage de faux, éditée aux éditions Triartis. Une comédie grinçante - les démêlés d’une femme aux prises avec son pseudo sur un site de rencontres. Elle écrit actuellement une seconde pièce de théâtre.
Alexandra Deman est la fille du peintre Albert Deman (1929-1996).

## Filmographie
Télévision :
- Une nuit sans fin (En développement)
- Peur sur la base (2017)
- Meurtres en Bourgogne (2015)
- L'Héritière (2014)
- Faiseurs de fusils (2012)
- Le bon samaritain (2011)
- Mères et Filles (2012)
- La Peau de chagrin (2010)
- La Dame de Monsoreau (2008)
- La Traque (2008)
- Comme deux gouttes d'eau (2006)
- Par la grande porte (2006)
- Merci, les enfants vont bien ! (2005)
- Méditerranée (2001)
- N'oublie pas que tu m'aimes (1999)
- Fleurs de sel (1999)
- Juliette (1999)
- La fille des nuages (1997)
- Passeurs d'enfants (1995)

Cinéma :
- La traversée (2012)
- Ne m'oublie pas (2012)
- Seeta (2012)
- Ce que le jour doit à la nuit (2011)
- The Last Border (1993)

## Auteur dramatique
- Le Porte-plume (2015)
- Un traître (2013)
- Usage de faux (2009)